# POWER UP!
『POWER UP!』は、HOUND DOGが1981年11月21日にリリースした3枚目のオリジナル・アルバム。
『STAND PLAY』から7か月ぶり、ジャケットが金色のデザインで作られた。後藤次利が2作連続でメインの編曲を担い、大友康平初作曲楽曲が含まれた全11曲。先行シングルはNOBODY提供による「スク－ル・デイズ」。

## 収録曲
全編曲：後藤次利
1. Bye Bye Dancin' Blue Suede Shoes　[3:18]
  - 作詞・作曲：蓑輪単志
2. ANYWAY　[3:16]
  - 作詞・作曲：NOBODY
3. レイルロード・ブルース　[3:35]
  - 作詞・作曲：蓑輪単志
4. ライム・ライト　[4:09]
  - 作詞：松井五郎
  - 作曲：蓑輪単志
5. ねえ先生　[2:59]
  - 作詞・作曲：藤村一清
6. スク－ル・デイズ　[4:02]
  - 作詞・作曲：NOBODY
7. Hot Line　[4:24]
  - 作詞・作曲：八島順一
8. BACK STREET　[3:56]
  - 作詞・作曲：高橋良秀
9. PIN UP GIRL　[2:56]
  - 作詞・作曲：大友康平
10. Give me a chance　[3:05]
  - 作詞・作曲：海藤節生
11. 涙のBirthday　[5:33]
  - 作詞・作曲：八島順一

## ミュージシャン

### HOUND DOG
- 大友康平：リードボーカル
- 八島順一：ギター
- 高橋良秀：ギター
- 蓑輪単志：キーボード
- 海藤節生：ベース
- 藤村一清：ドラム

### アディショナル・ミュージシャン
- NOBODY：ギター（2）、ブルースハープ（3）、アコースティック・ギター（4,7,11）
- 梅津和時：アルト・サクソフォーン（5）